# Lucilius le Jeune
Lucilius le Jeune, né et mort au Ier siècle, est un gouverneur romain de Sicile durant le règne de Néron, ainsi qu'un ami et un correspondant de Sénèque, qui a écrit pour lui les Lettres à Lucilius. Il est possible qu'il soit l'auteur de l’Aetna. Si l'on suit bien cet auteur, Lucilius aurait été ami de Pline l'Ancien (cf. lettre 58).

## Vie
Lucilius est un adepte de la philosophie épicurienne que son correspondant Sénèque cherche à convertir à l'école stoïcienne dans ses Lettres qui lui sont destinées. C'est pourquoi une grande partie des lettres se termine par une citation d'Épicure, en témoigne la lettre 8 : « Il se peut que tu demandes pourquoi je cite tant de phrases bien dites par Épicure plutôt que celles des nôtres… »

## Aetna
Aetna est un poème sur l'origine l'activité volcanique, qui a été attribué à Virgile, Cornelius Severus et Manilius. Mais l'auteur semble avoir connu et utilisé les Quaestiones Naturales de Sénèque.